# Нгобе-Бугле
Нгобе-Бугле (исп. Ngäbe-Buglé) — автономное управление (комарка, исп. comarca, comarca indígena) индейцев в западной части Панамы. Административный центр — Льяно-Тугри (Llano Tugrí). Согласно переписи 2010 года, в Нгобе-Бугле проживают 156 747 человек, в основном индейцы племён нгобле и бугле, коллективно называемые гуайми и говорящие на чибчанских языках.
Территория этого управления составляет 6673 км².

## Округа
Управление разделено на 7 округов (в скобках указаны их адм. центры):
1. Бесико (Солой) — Besiko (Soloy)
2. Канкинту (Бисира) — Kankintú (Bisira)
3. Кусапин (Кусапин) — Kusapín (Kusapín)
4. Мироно (Хато-Пилон) — Mirono (Hato Pilón)
5. Мюна (Чичика) — Müna (Chichica)
6. Ноле-Дуима (Серро-Иглесиас) — Nole Duima (Cerro Iglesias)
7. Ньюрюм (Буэнос-Айрес) — Ñürüm (Buenos Aires)